# Vanna Beckman
Vanna Marianne Beckman, ogift Jönsson, född 4 november 1938 i Storkyrkoförsamlingen i Stockholm, död 9 januari 2022 i Solna distrikt, var en svensk journalist och författare.

## Biografi
Vanna Beckman var dotter till skulptören Anders Jönsson och Beatrice Reif-Jönsson. Efter akademiska studier blev hon filosofie kandidat 1962. Hon var journalist hos Dagens Nyheter 1960–1962, vid Sveriges radio 1964–1970 samt från 1970 vid tidskriften Kommentar och som frilans. Hon var lärare på journalistlinjen vid Kalix folkhögskola och var sedan borta från journalistiken under tio år.
Under sin tid på Sveriges radio var hon utrikeskorrespondent i Mellanöstern.
Hon fördjupade sig inom psykiatriska tillstånd som ångest och depression där särskilt signalsubstansen serotonin spelar en viktig roll. Vidare neuropsykiatriska funktionshinder, däribland ADHD, tourettes syndrom, aspergers syndrom och andra diagnoser inom autismspektrumstörning. Hon gav ut böcker, gjorde videofilmer, radioinslag och TV-program inom dessa ämnen.

### Familj
Vanna Beckman var 1959–1970 gift med Staffan Beckman (född 1934) och 1974 till sin död med Tom Fahlén (född 1937). Hon fick två döttrar (födda 1969 respektive 1974).